# San Bassano
Pour les articles homonymes, voir Bassano.
San Bassano est une commune italienne de la province de Crémone, dans la région Lombardie.

## Administration
| Période                                  | Période  | Identité          | Étiquette    | Qualité |
| ---------------------------------------- | -------- | ----------------- | ------------ | ------- |
| 25 mai 2014                              | en cours | Cesira Bassanetti | Lista Civica |         |
| Les données manquantes sont à compléter. |          |                   |              |         |

### Communes limitrophes
Cappella Cantone, Castelleone, Formigara, Gombito, Pizzighettone